# Sondra
Sondra ist ein aus dem englischen Sprachraum übernommener weiblicher Vorname. Die Herkunft ist unklar.

## Bekannte Namensträgerinnen

### Reale Personen
- Sondra Currie (* 1947), US-amerikanische Schauspielerin
- Sondra Locke (1944–2018), US-amerikanische Schauspielerin und Regisseurin
- Sondra Radvanovsky (* 1969), US-amerikanische Opernsängerin
- Sondra van Ert (* 1964), US-amerikanische Snowboarderin

### Fiktive Personen
- Sondra Finchley, in Theodore Dreiser – Eine amerikanische Tragödie
- Sondra Tibideaux, älteste Tochter von Cliff and Clair Huxtable in der Cosby Show